# Thomisus janinae
Thomisus janinae là một loài nhện trong họ Thomisidae.
Loài này thuộc chi Thomisus. Thomisus janinae được miêu tả năm 1957 bởi Comellini.